# Cocor cu mărgele
Cocorul cu mărgele (Grus carunculata) este o pasăre mare care se găsește în Africa, la sud de deșertul Sahara. Face parte din familia cocorilor (Gruidae).

## Taxonomie
Prima descriere formală a cocorului cu mărgele a fost făcută de naturalistul german Johann Friedrich Gmelin în 1789 sub numele binomial Ardea carunculata. Gmelin și-a bazat relatarea pe „stârcul cu mărgele” care fusese descris și ilustrat de ornitologul John Latham în 1785. Epitetul specific provine din latinescul caruncula care înseamnă „o mică bucată de carne”.
Cocorul cu mărgele a fost plasat anterior în genul Bugeranus. Un studiu filogenetic molecular publicat în 2010 a constatat că genul Grus din familia cocorilor nu era monofiletic și că cocorul cu mărgele era o specie soră a unei clade care conține cocorul albastru și cocorul mic. În reorganizarea rezultată a genurilor, cocorul cu mărgele a fost mutat în genul Grus. Unii taxonomi rețin cocorul cu mărgele în Bugeranus. Cocorul cu mărgele este monotipic: nu există subspecii recunoscute.

## Descriere

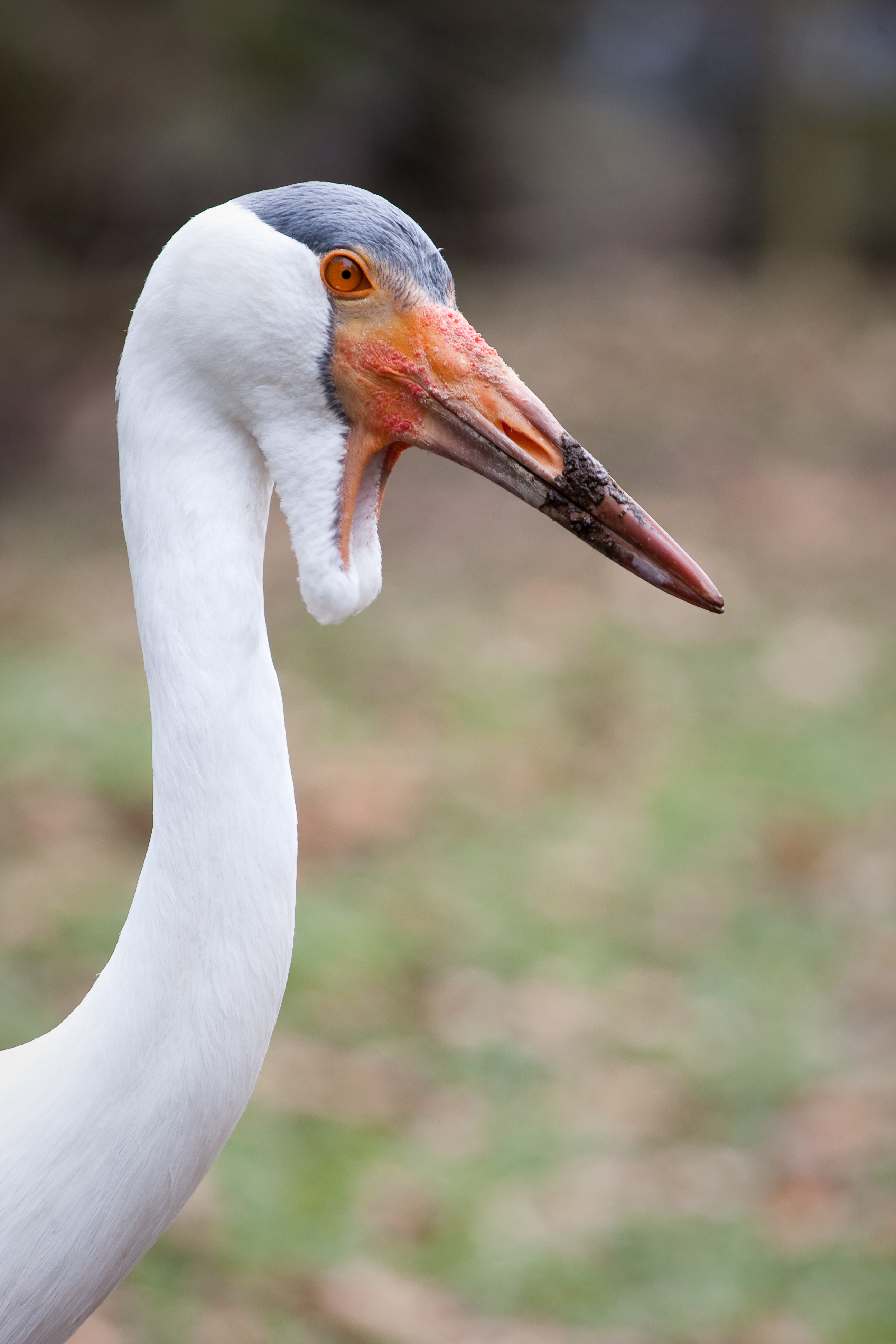
Grus carunculata

La o înălțime care variază între 150 și 175 cm, este cel mai mare cocor din Africa și este a doua specie de cocor ca înălțime din lume, după cocorul sarus. Este, de asemenea, cea mai înaltă pasăre zburătoare originară din Africa.
În ciuda aspectului său de fragilitate conferit de ciocul ascuțit și subțire și de gâtul și picioarele subțiri, este cea mai grea pasăre cu picioare lungi din Africa (adică față de barza cu cioc deschis africană, barza cu gâtul creț, jabiru african, pasărea sabot, flamingul roz și stârcul goliat). Este, de asemenea, aproximativ a patra pasăre zburătoare africană după greutate, după marele pelican alb, dropia kori și vulturul pelerin. Anvergura aripilor este de 230-260 cm, lungimea este de obicei 110-140 cm și greutatea este de 6,4-8,28 kg la femele și 7,5-9 kg la masculi. Dintre măsurătorile standard, coarda aripii are lungimea de 61,3-71,7 cm, culmenul este de 12,4-18,5 cm și tarsul de 23,2–34,2 cm. 
Spatele și aripile sunt gri-cenușii.